# ウィリアム・オリバー
ウィリアム・オリバー（1952年 - 2005年11月20日）は、空手家。極真会館、誠道塾を経て賢士会を主催。
10代の頃、極真会館に入門。小柄ながら、黒人特有のスピードとバネを活かしたダイナミックな技を見せた。劇画「空手バカ一代」や映画「地上最強の空手」にも大きく取り上げられ、1975年の第1回全世界空手道選手権大会では序盤に敗退するも、同じアメリカ代表のチャールズ・マーティンと共に各種デモンストレーションを行った。
師の中村忠が極真会館を脱退して誠道塾を立ち上げた際に、師と道を共にする。後に誠道塾の首席師範を務める。
2002年に独立し、賢士会を立ち上げる。
2005年11月20日、心臓発作により急逝。52歳。